# Amílcar Fonseca
Pour les articles homonymes, voir Amilcar et Fonseca.
Amílcar Fonseca, de son nom complet Amílcar Lopes da Fonseca, appelé simplement Amílcar quand il était joueur, est un footballeur et entraîneur portugais né le 15 février 1954 à Lisbonne. Il évoluait au poste de défenseur central.

## Biographie

### En club
Formé à l'Oriental Lisbonne, il fait partie de l'équipe première du club dès la saison 1972-1973. Il découvre la première division portugaise en 1973,,.
En 1975, il est transféré au GD Estoril-Praia, club qu'il représente durant quatre saisons,,.
De 1979 à 1981, il évolue au CF Belenenses,,.
Entre 1981 et 1983, il est joueur du Portimonense SC,,.
Lors de la saison 1983-1984, il joue à nouveau sous les couleurs de l'Estoril-Praia,,
En 1984, il est transféré à l'Estrela da Amadora et dispute deux saisons avec le club,,
Il raccroche les crampons après une dernière expérience au Silves FC de 1986 à 1988,,
Il dispute un total de 286 matchs pour 2 buts marqués en première division portugaise,.

### En équipe nationale
International portugais, il reçoit une unique sélection en équipe du Portugal. Le 20 juin 1981, il joue un match amical contre l'Espagne (victoire 2-0 à Porto).

### Entraîneur
Après avoir raccroché les crampons, il entraîne en Algarve les clubs de Quarteirense, du Portimonense SC, de l'Imortal et de Louletano DC.